# Eduard von Hartmann
Karl Robert Eduard von Hartmann (Berlín, Alemania, 23 de febrero de 1842-Gross-Lichterfelde, Berlín, Alemania, 5 de junio de 1906) fue un filósofo alemán.

## Biografía
Fue educado con vistas a una carrera militar. Entró en el cuerpo de artillería como oficial en 1860, pero fue obligado a dejarlo a causa de un problema en la rodilla. Tras algunas dudas entre dedicarse a la música o a la filosofía, se decidió por esta última, y en 1867 obtuvo el título de doctor en filosofía por la Universidad de Rostock. Tras esto, volvió a Berlín y acabaría falleciendo en Gross-Lichterfelde.
Consiguió reputación como filósofo tras su primer libro, La filosofía del inconsciente (1869). El éxito fue sobre todo debido a la originalidad de su título, la diversidad de su contenido (von Hartmann intentaba obtener resultados especulativos mediante los métodos de las ciencias inductivas y empleando muchas ilustraciones), la elegancia de su pesimismo y el vigor y lucidez de su estilo. La concepción del inconsciente, que von Hartmann describe como el principio metafísico último, no es tan paradójica como parece, pues simplemente era un nombre misterioso que daba al Absoluto empleado por los idealistas alemanes.
El inconsciente aparece como una combinación de la metafísica de Hegel y la de Schopenhauer. El inconsciente es a la vez deseo y razón y la base omnipresente de toda existencia. Von Hartmann combina de esta forma el panteísmo con el panlogismo de manera similar a lo realizado por Schelling en su filosofía positiva. Sin embargo, el deseo y no la razón es el aspecto principal del subconsciente, cuyo carácter melancólico está determinado por la primacía del deseo y la servidumbre de la razón. Precósmicamente, el deseo es potencial y la razón latente, y el deseo está vacío de razón cuando pasa de la potencialidad al deseo real, que es miseria absoluta, y, para curarla, el subconsciente evoca su razón y con su ayuda crea el mejor de los mundos posibles, que contiene la premisa de su redención de la existencia real por la emancipación de la razón de su subyugación al deseo en la razón consciente del pesimismo iluminado. Cuando la mayor parte del deseo está tan iluminado por la razón como para percibir la inevitable miseria de la existencia, se hará un esfuerzo colectivo por desear la no existencia, y el mundo deseará recaer en la nada, el inconsciente en la inactividad.
Von Hartmann fue un pesimista. Según sus escritos la felicidad individual es inasequible o bien aquí y ahora o bien en el futuro, pero no pierde la esperanza de liberar al inconsciente de su sufrimiento. Difiere de Schopenhauer en hacer la salvación por la negación de la voluntad de vivir dependiendo en un esfuerzo social colectivo y no en el ascetismo individual. La concepción de una redención del inconsciente también proporciona la base última de la ética de von Hartmann. Debemos afirmar provisionalmente la vida y dedicarnos a la evolución social en lugar de buscar una felicidad imposible. Haciendo esto encontraremos que la moral vuelve a la vida menos infeliz de lo que podría haber sido de otra forma. El suicidio y otras formas de egoísmo son reprobables. Epistemológicamente von Hartmann es un realista trascendental que defiende sus puntos de vista y critica los de sus oponentes con agudeza. Su realismo le permite mantener la realidad del tiempo, y de esta forma el proceso de la redención mundial.

## Obra
La obra de von Hartmann es muy extensa y puede clasificarse en:

### Sistemática
Incluyendo los grandes problemas:
- Die Erkenninistheorie; Die Kategorienlehre; Das sittliche Bewusstsein; Die Philosophie des Schönen; Die Religion des Geistes; Die Philosophie des Unbewussten (3 vols., que incluyen su, originalmente anónima, autocrítica Das Unbewusste vom Standpunkte der Physiologie und Descendenztheorie, y su refutación)
- System der Philosophie im Grundriss
- Grundriss der Erkenntnislehre

### Histórica y crítica
- Das religiöse Bewusstsein der Menschheit
- Geschichte der Metaphysik (2 vols.)
- Kants Erkenntnistheorie
- Kritische Grundlegung des transcendentalen Realismus
- Uber die dialektische Methode
- Zur Geschichte des Pessimismus
- Neukantianismus, Schopenhauerismus, Hegelianismus
- Geschichte der deutschen Ästhetik und Kant
- Die Krisis des Christentums in der modernen Theologie
- Philosophische Fragen der Gegenwart
- Ethische Studien
- Moderne Psychologie
- Das Christentum des neuen Testaments
- Die Weltanschauung der modernen Physik

### Popular
- Soziale Kernfragen
- Moderne Probleme
- Tagesfragen
- Zwei Jahrzehnte deutscher Politik
- Das Judentum in Gegenwart und Zukunft
- Die Selbstzersetzung des Christentums
- Gesammelte Studien
- Der Spiritismus y Die Geisterhypothese des Spiritismus
- Zur Zeitgeschichle

## Edición en castellano
- Pesimismo, ética y felicidad. Traducción José Carlos Ibarra Cuchillo. Sequitur. 2023. ISBN 978-8415707943.
- Filosofía de lo inconsciente. Traducción Manuel Pérez Cornejo. Alianza Editorial. 2022. ISBN 978-84-1362-750-2.
- Filosofía de lo bello. Una reflexión sobre lo Inconsciente en el arte. Segunda edición, traducción Manuel Pérez Cornejo. Publicacions de la Universitat de València. 2016. ISBN 978-84-370-9836-4.

- Datos: Q77057
- Multimedia: Eduard von Hartmann / Q77057
- Textos: Autor:Karl Robert Eduard von Hartmann